# Polymerus proximus
Polymerus proximus är en insektsart som beskrevs av Knight 1923. Polymerus proximus ingår i släktet Polymerus och familjen ängsskinnbaggar. Inga underarter finns listade i Catalogue of Life.